# Norbert Leisegang

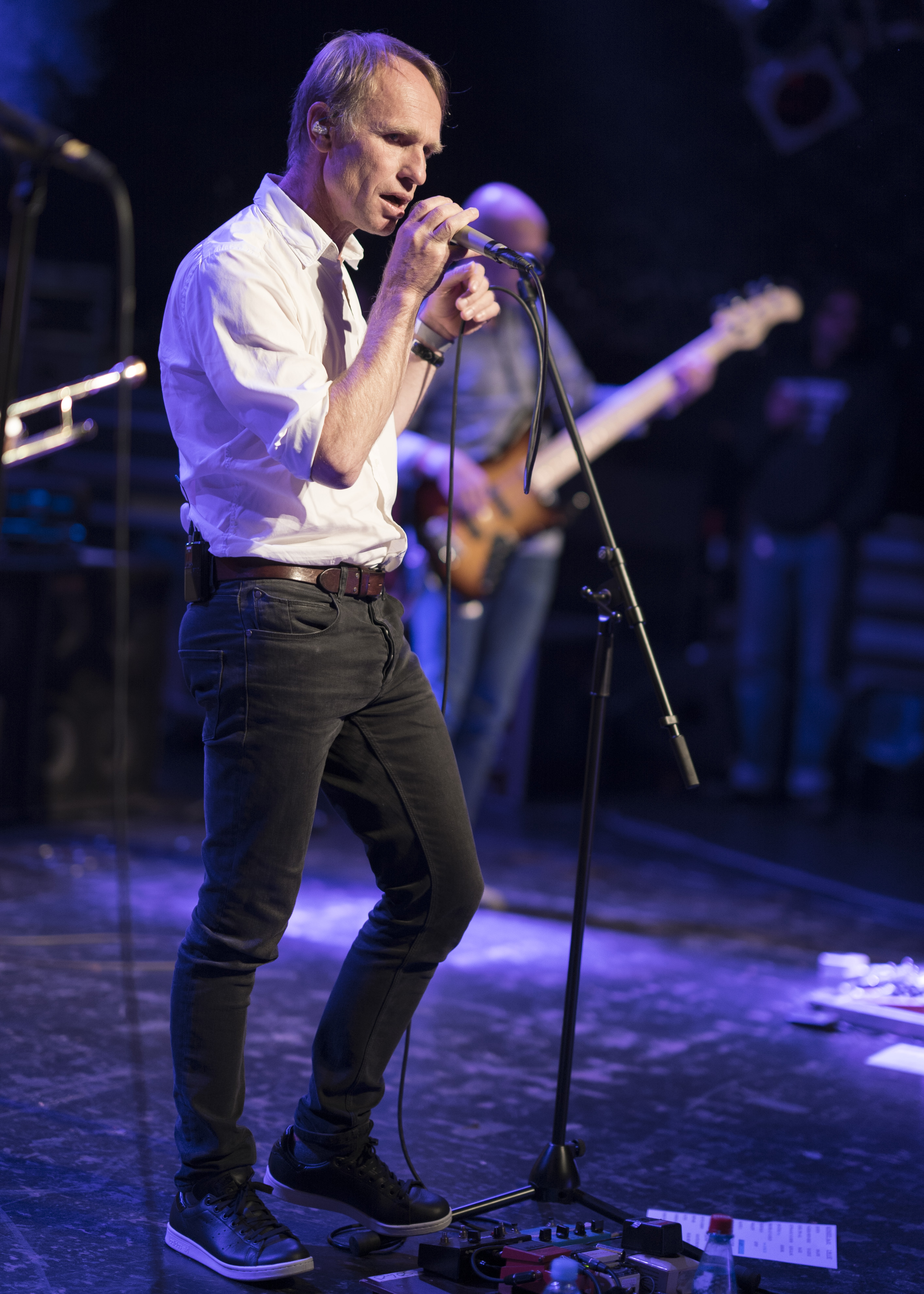
Norbert Leisegang am 6. Dezember 2017 in der Markthalle Hamburg

Norbert Leisegang (* 13. September 1960 in Bad Belzig) ist ein deutscher Musiker. Er ist Mitbegründer der Gruppe Keimzeit.

## Leben
Leisegang wurde als zweites von vier Kindern eines Lehrers geboren. Nach dem Abitur 1979 gründete er zusammen mit seinen Geschwistern Marion, Roland und Hartmut die Band „Jogger“.

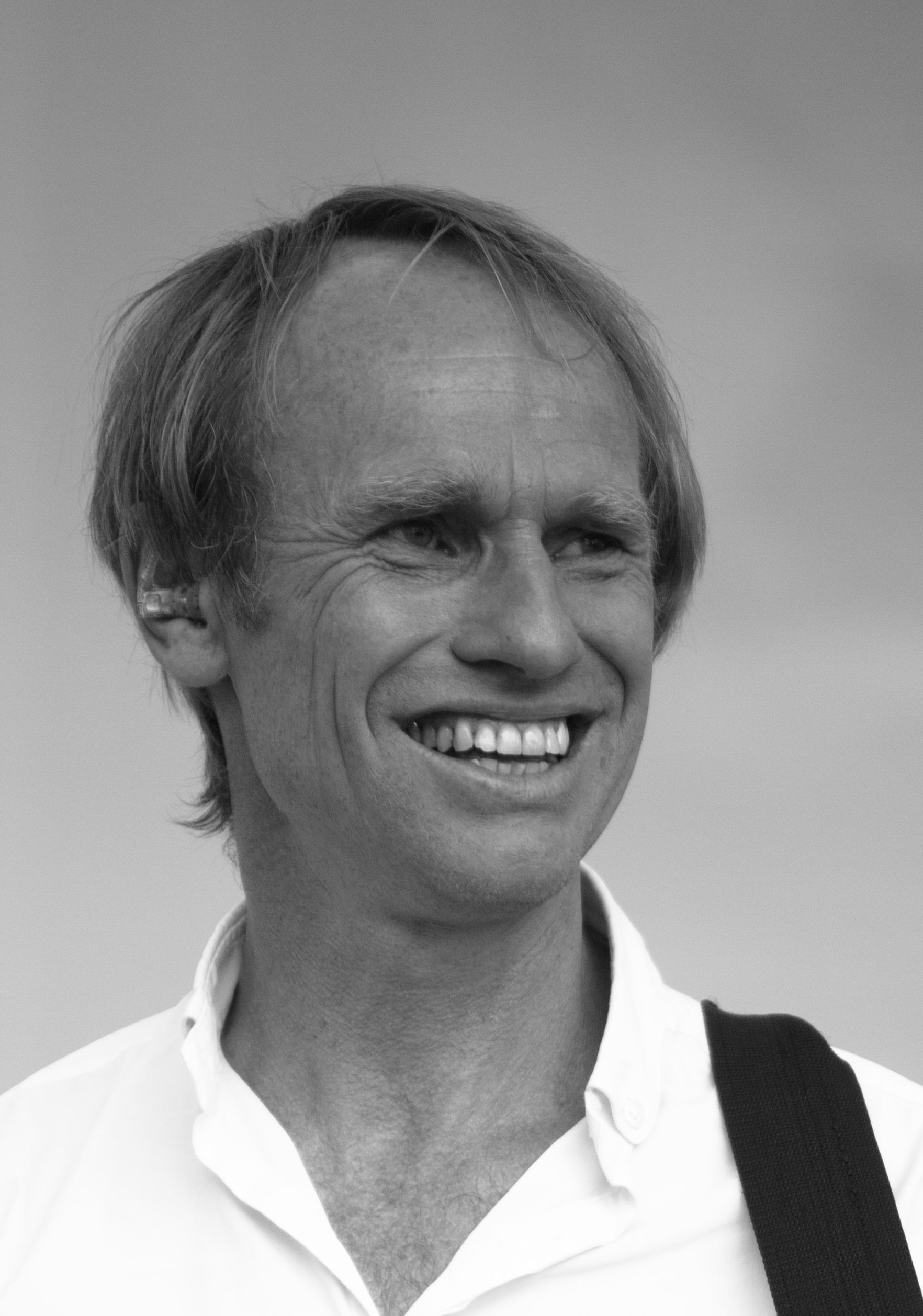
Norbert Leisegang beim TFF Rudolstadt 2013

Nach seiner Armeezeit studierte er 1981 bis 1985 an der Pädagogischen Hochschule „Karl Liebknecht“ in Potsdam zum Diplomlehrer für Mathematik und Physik. Anschließend arbeitete er unter anderem als Traktorist, Lagerarbeiter und Rettungsschwimmer. Seine Hauptbeschäftigung war jedoch das Songschreiben und Singen in der Band „Keimzeit“.
Leisegang lebt und arbeitet in Potsdam und Berlin.

## Leistungen
Seine erste Veröffentlichung von zwölf Eigenkompositionen erschien im Jahr 1989 auf dem Keimzeitalbum „Irrenhaus“.